# Pistol-mitralieră HK-MP5
Heckler & Koch MP5, (din germană: Maschinenpistole 5, „Pistol-mitralieră Model 5”), cunoscut ca HK-MP5, este un pistol-mitralieră de calibrul 9 mm Parabellum. A fost proiectat în anii 1960 de către o echipă de ingineri ai firmei Heckler & Koch GmbH din Oberndorf am Neckar. În prezent există peste 100 de variante, inclusiv o variantă semiautomată.
MP5 este unul dintre cele mai folosite pistoale-mitralieră din lume, fiind în serviciul a 40 de țări. În anii 1990, Heckler & Kock a dezvoltat modelul Heckler & Koch UMP, succesorul modelului MP5.

## Istorie
Compania Heckler & Koch, încurajată de succesul puștii automate G3, a proiectat o familiei de arme constând în patru tipuri diferite de arme care aveau la bază configurația și mecanismul intern al puștii G3. Primul tip de armă folosea cartușul 7,62×51mm NATO, al doilea utiliza cartușul 7,62×39mm M43, al treilea tip de armă folosea cartușul 5,56×45mm NATO, iar ultimul tip de armă utiliza cartușe 9×19mm Parabellum. MP5 făcea parte din ultimul tip de arme, fiind denumită inițial HK54.
În anul 1964 a început proiectarea armei, aceasta fiind introdusă în dotarea Poliției Federale Germane, grănicerilor și forțelor speciale doi ani mai târziu. MP5 este fabricat sub licență în Grecia, Iran, Mexic, Pakistan, Arabia Saudită, Sudan, Turcia și Marea Britanie.

## Variante

### Modele de plastic pentru antrenamente
- MP5A4PT
- MP5A5PT

### Modele semiautomate
- MP5SFA2
- MP5A2
- MP5SFA3
- HK94

### Modele cu amortizor
- MP5SD  („SD” de la Schalldämpfer, însemnând în germană „amortizor”)
- MP5SD2
- MP5SD3
- MP5SD4
- MP5SD5
- MP5SD6

### Modelul MP5K

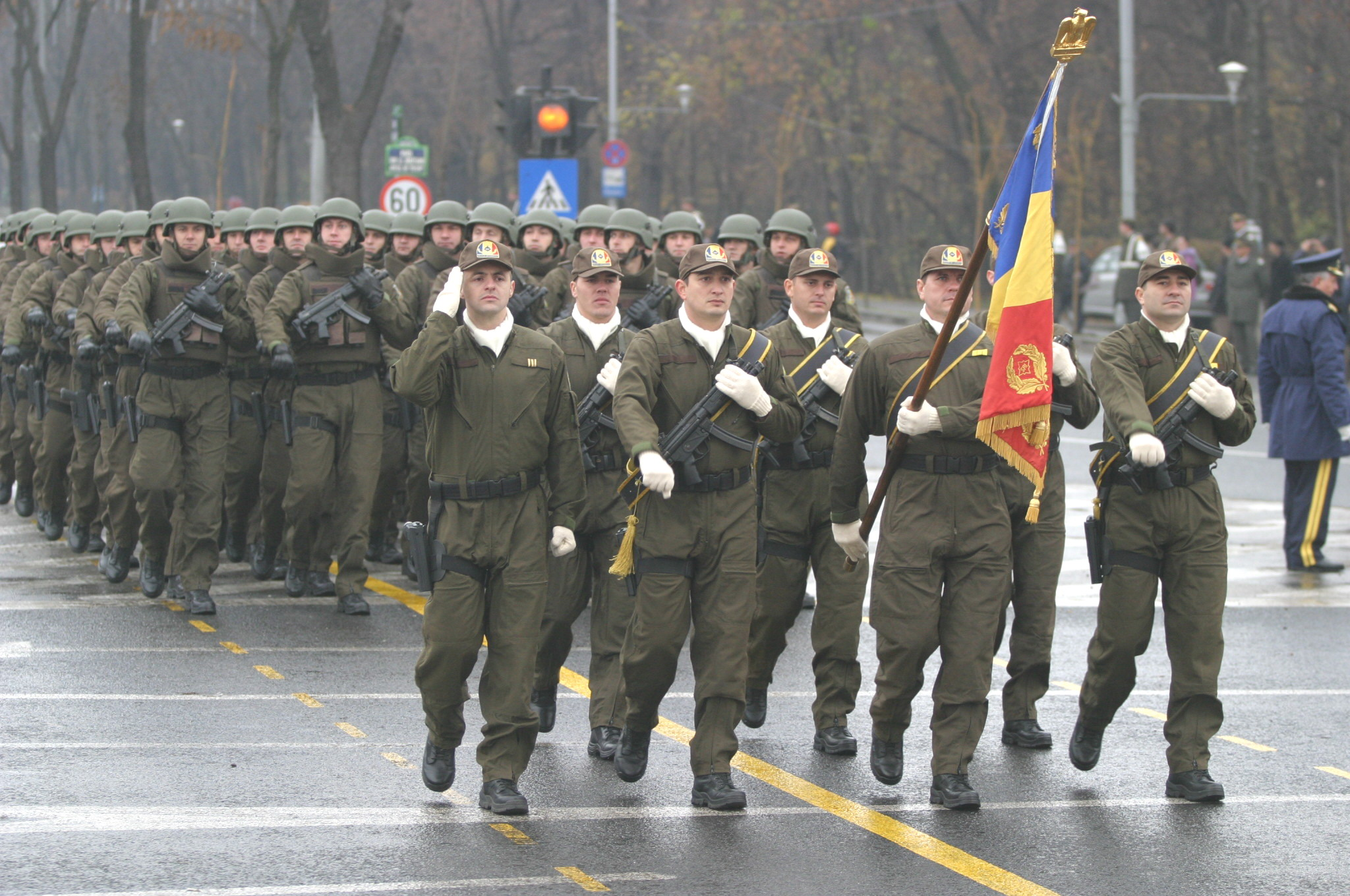
Un detașament al BAT (Brigada Antiteroristă) dotat cu pistoale-mitralieră MP5.

Modelul MP5K este modelul mai scurt al variantei MP5A2 („K” de la kurz, însemnând în germană „scurt”). Variantele MP5K sunt:
- MP5KA1
- MP5KA2
- MP5KA3
- MP5KA4
- MP5KA5
- SP89
- MP5KA-PDW

### Modele cu calibre mai mari
- MP5/10
- MP5/40
- MP5A4
- MP5A5